# Honda XL 125V Varadero
La Honda XL 125V Varadero è una moto prodotta dalla casa motociclistica giapponese Honda dal 2001 al 2015.

## Storia

### 2001-2007
La prima versione della Varadero 125 venne stata lanciata in Europa nel 2001. Honda iniziò a sviluppare una motocicletta con cilindrata da 125 cc dopo l'introduzione delle restrizione che limitavano a questa categoria di motoveicoli la potenza a 15 cavalli, attraverso uno studio di marketing che suggeriva come i motociclisti coinvolti nel sondaggio in questa fascia di mercato preferivano le cosiddette "dual-sport", ovvero una via di mezzo tra le enduro stradali e le sport turismo.

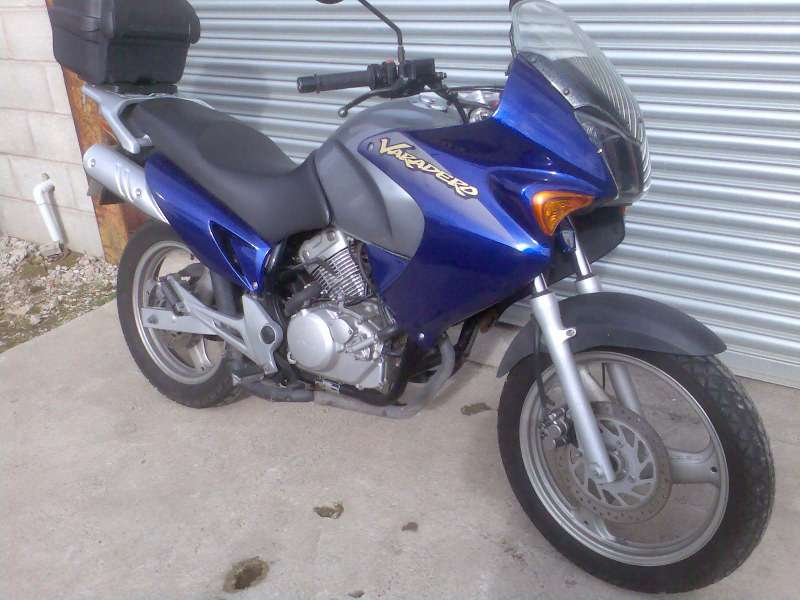

Prendendo in prestito svariati elementi di design dalla più grande XL1000V Varadero, Honda decise di sviluppare una moto meccanicamente e telaisticamente differente che offrisse proporzioni sostanzialmente maggiori rispetto alla maggior parte delle motociclette da 125 cc del periodo, con un'altezza della sella di 802 mm garantendo al pilota una migliore visuale della strada ma permettendo anche che la motocicletta potesse essere in grado di offrire maggiore agio al passeggero. La XL125V aveva una serbatoio da 17,5 litri che includeva una riserva di 2 litri, tra le più grandi della maggior parte delle 125 cc.
Seguendo la filosofia progettuale della XL1000V Varadero, Honda scelse di equipaggiare il nuovo modello con un motore totalmente inedito e inusuale per la categoria, ovvero un 124 cm³ a 4 tempi con distribuzione SOHC a 4 valvole per cilindro con architettura bicilindrico a V di 90°, propulsore che originariamente era stato sviluppato per la Honda Shadow VT125C. Il motore erogava 10,7 kW (14,3 CV) e 10,8 Nm di coppia. La moto era alimentata tramite due carburatori e il motore superava i 12.000 giri/min.
Il motore era alloggiato in un nuovissimo telaio tubolare in acciaio progettato appositamente per questo modello, tuttavia il forcellone scatolato in fusione di alluminio venne ripreso dalla XL650V Transalp (così come il portapacchi posteriore) e dotato di sospensione posteriore mono-ammortizzatore con 150 mm di corsa. La sospensione anteriore era invece costituita da una forcella da 35 mm, anch'esse con 150 mm di escursione.
La Varadero 125 ebbe subito un buon successo sia di stampa che di vendite: nel gennaio 2002 vennero consegnate oltre 380 unità, più o meno come le XL1000V Varadero e XL650V Transalp.
Nel 2003 la XL125V Varadero venne sottoposta a un piccolo restyling, in cui il principale cambiamento stava nei nuovi cerchi.

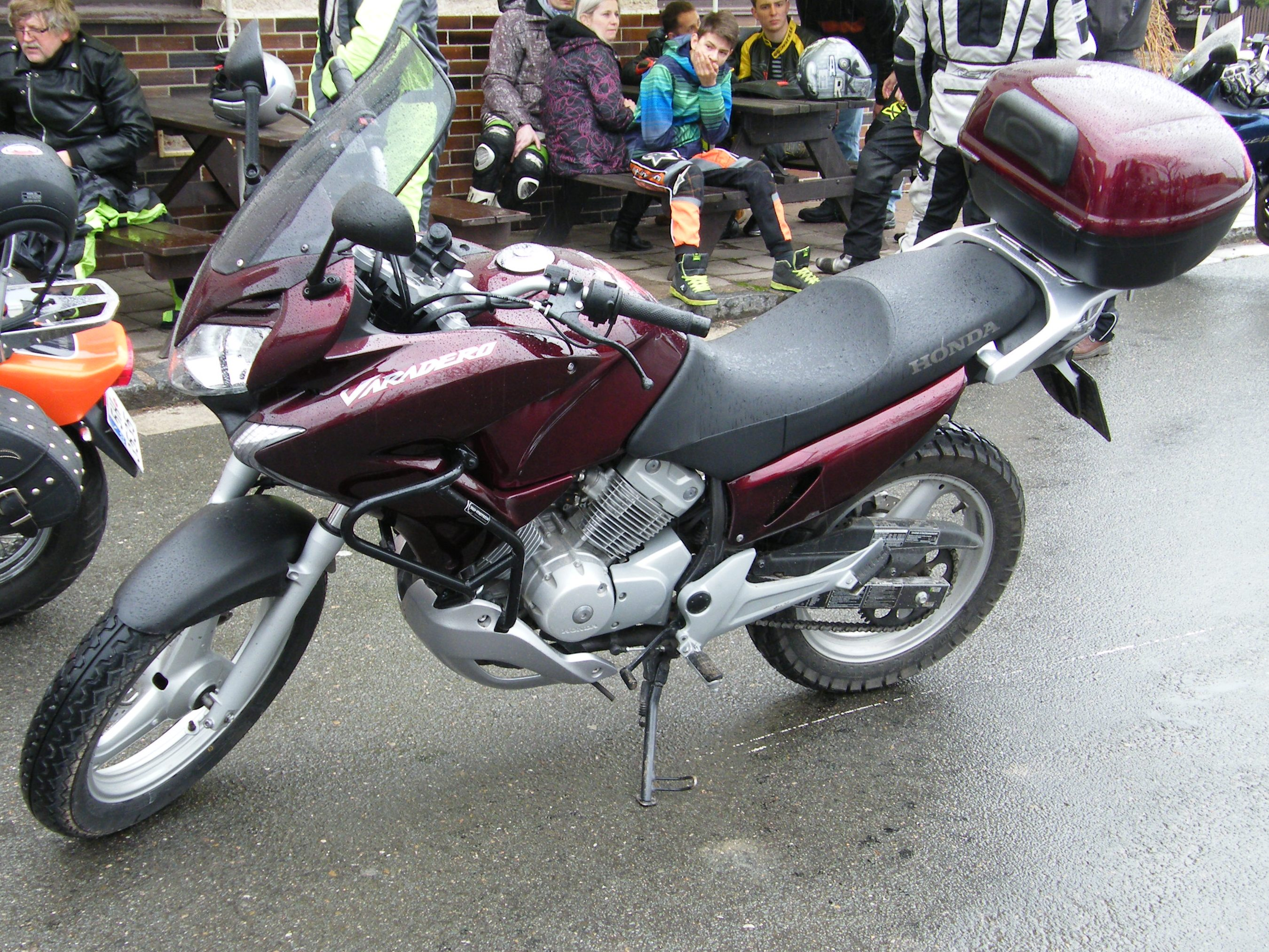
Restyling

### 2007-2015
Dopo l'introduzione degli standard sulle emissioni Euro 3, nel 2007 Honda decise di continuarne la produzione andando a modificare pesantemente il motore e sviluppando un nuovo sistema di iniezione elettronica del carburante basato sul sistema PGM-FI utilizzato da altre motociclette Honda dell'epoca. Honda decise anche di effettuare un importante restyling. Le modifiche includevano una carenatura anteriore ridisegnata con nuovi parabrezza, indicatori e faro anteriore, un cruscotto completamente nuovo che aveva la spia della riserva di carburante e nuovi specchietti retrovisori montati sulla carenatura anziché montati sul manubrio.
Meccanicamente la XL125V Varadero era simile al modello precedente. Tuttavia, la presa d'aria venne ruotata di 90 gradi per essere rivolta in avanti e la capacità del serbatoio fu leggermente ridotta per poter accogliere meglio il nuovo sistema di iniezione e l'unità di controllo motore ECU. Il serbatoio del carburante era più piccolo di circa 0,5 litri per una capacità totale di 16,8 litri.
Per consentire alla moto di soddisfare i nuovi standard sulle emissioni, il motore venne dotato di iniezione elettronica insieme ad un convertitore catalitico e per questo fu leggermente depotenziato. Il bicilindrico a V a 4 valvole da 124 cc erogava 10,6 kW (14,2 CV).